# Bryan Hines
Bryan Hines (né le 14 mai 1896 à Morehead (Kentucky) et mort le 10 septembre 1964 à Flagstaff (Arizona)) est un lutteur sportif américain.

## Biographie
Bryan Hines obtient une médaille de bronze olympique, en 1924 à Paris en poids coqs.